# زمرة ذات قوة عادمة
في الرياضيات، وبالتحديد في نظرية الزمر، زمرة ذات قوة عادمة G (بالإنجليزية: Nilpotent group)‏ هي زمرة تملك متسلسلة مركزية قصوى تنتهي ب G.
انظر إلى عالم الرياضيات الروسي سيرجي تشيرنيكوف.
تظهر الزمر ذات القوة العادمة في نظرية غالوا كما تظهر في تصنيف الزمر عموما. تظهر أيضا وبشكل رئيسي في تصنيف زمر لاي.